# Eurysyllis tuberculata
Eurysyllis tuberculata är en ringmaskart som beskrevs av Ehlers 1864. Eurysyllis tuberculata ingår i släktet Eurysyllis och familjen Syllidae. Arten har ej påträffats i Sverige. Inga underarter finns listade i Catalogue of Life.